# Odontophrynus maisuma
Odontophrynus maisuma é uma espécie de anfíbio da família Odontophrynidae. Pode ser encontrada no Brasil, nos estados de Santa Catarina e Rio Grande do Sul, e no Uruguai.